# Scaphoideus karachiensis
Scaphoideus karachiensis är en insektsart som beskrevs av Ahmed, M., Murtaza och Malik 1988. Scaphoideus karachiensis ingår i släktet Scaphoideus och familjen dvärgstritar. Inga underarter finns listade i Catalogue of Life.